# Overslaggrond
Een overslaggrond is een waaiervormig landschapselement dat hoger ligt dan het aangrenzende komgebied. Ze bestaan uit relatief grof en slecht gesorteerd fluviatiel sediment dat in waaiervorm is afgezet bij dijkdoorbraken in het rivierengebied. Overslaggronden zijn door hun lithologische samenstelling van oudsher belangrijk voor de Nederlandse tuinbouw. 

## Ontstaan
Overslaggronden kunnen ontstaan bij dijkdoorbraken in het rivierengebied. De doorbraken vinden vooral plaats op plaatsen waar de rivierdijk een oude stroomgordel kruist. Dit komt doordat de beddingafzettingen, die hoofdzakelijk bestaan uit grof zand en grind, veel kwelwater doorlaten. Het door het water meegevoerde zand zorgt er op den duur voor dat de dijk wordt ondermijnd en bezwijkt. Doordat bij dergelijke doorbraken het water met grote kracht naar binnenstroomd, erodeerden er in korte tijd uitkolkingsgaten (wielen, waaien of kolken genoemd) van soms wel meer dan 20 meter diep. Het vrijgekomen materiaal, wat naast klei, voor een groot deel uit pleistoceen zand en grind bestaat, word vervolgens in waaiervorm afgezet rondom het uitkolkingsgat, bovenop de daar al aanwezige komgronden.
Een bekend voorbeeld van een op dergelijke wijze ontstane overslaggrond is die bij het plaatsje Schoonrewoerd. Deze overslaggrond is afgezet bij de doorbraak van de Diefdijk in 1573, op de plaats waar deze de Schoonrewoerdse stroomgordel kruiste. Er ontstond een 13 hectare groot uitkolkingsgat (het Wiel van Bassa), met aan de westkant daarvan een circa 1 meter dik pakket overslagsedimenten.

## Relevantie voor de tuinbouw
Tuinbouw in het riviergebied komt met name op de overslaggronden voor. Doordat de bovengrond relatief zanderig is, kan de bodem gemakkelijk warmte opnemen. Dit levert in het voorjaar een vroeg-warme grond op. Doordat zich onder de grovere overslaggrond nog een dichte, kleiige bodemlaag (de oorspronkelijke komgrond) bevind houdt de overslaggrond bovendien goed vocht vast en droogt deze niet snel uit. Planten zijn hierdoor in staat om in het voorjaar snel te groeien. Het eerste seizoensfruit van Nederlandse bodem wordt dan ook vaak op overslaggronden geoogst.

## Bewoning
Door hun relatief hogere ligging zijn er ook enkele woonkernen in het rivierengebied op overslaggrond gebouwd. Goede voorbeelden hiervan zijn Beneden-Leeuwen en Angeren.

## Bodemclassificatie
In het Nederlandse systeem van bodemclassificatie worden overslaggronden gerekend tot de kalkhoudende ooivaaggronden.